# 三萜

鲨烯是无环型链状三萜化合物。

羊毛甾醇是四环型“类”三萜化合物。

藿烷是饱和的五环型“类”三萜化合物。

三萜（triterpene）是由6个异戊二烯单位的碳链连接形成的萜烯，分子式 C30H48。三萜具有30个碳原子，按分子骨架内所含碳环情况，有无环到包含一至五环等多种类型，且包括其饱和或部分饱和衍生物统称类三萜（triterpenoid）。
类三萜常见的五環化合物，可分為羽扇豆烷、齐墩果烷及乌索烷三大類。
另外，類三萜化合物亦存在於動物及植物中，例如：
- 角鯊烯
- 龙涎香醇 (三環三萜醇的一種)
- 靈芝酸 (四環化合物)
- 人蔘皂苷
- 羊毛甾醇

## 參看
- 類三萜